# NOD2
پروتئین شمارهٔ ۲ الیگومریزاسیون حاوی دومین و متصل‌شونده به نوکلئوتید (انگلیسی: Nucleotide-binding oligomerization domain-containing protein 2) که با نام‌های دیگری همچون «پروتئین شمارهٔ ۱۵ حاوی دومینِ جذب کاسپاز» (CARD15) و «پروتئین شمارهٔ ۱ بیماری التهابی روده» (IBD1) هم شناخته می‌شود، پروتئینی است که در انسان توسط ژن «NOD2» (واقع بر روی کروموزوم ۱۶) کُد می‌شود.
این پروتئین نقش مهمی در دستگاه ایمنی ایفا می‌کند و کارش، شناسایی ملکول‌های باکتری (پپتیدوگلیکان) و تحریک واکنش ایمنی است.
NOD2 یکی از گیرنده‌های شناسایی الگو در داخل سلول است و مورامیل دی‌پپتید را که در دیوارهٔ برخی باکتری‌ها یافت می‌شود، شناسایی می‌کند.